# Anna German (serial telewizyjny)
Anna German (ros. Анна Герман. Тайна белого ангела – pol. Anna German. Tajemnica białego anioła) – rosyjski serial biograficzny, który powstał we współpracy z Ukrainą, Polską i Chorwacją. Opowiada historię słynnej polskiej piosenkarki Anny German. Został zrealizowany w 2012 z okazji 30. rocznicy jej śmierci. W serialu wykorzystano piosenki śpiewane przez Annę German.

## Emisja
Polska premiera serialu (emisja pierwszego odcinka) odbyła się 22 lutego 2013 w TVP1. Pierwsze trzy odcinki nowego serialu obejrzało na antenie TVP1 średnio 6,05 mln widzów.

## Obsada
| Aktor                  | Rola                            |
| ---------------------- | ------------------------------- |
| Joanna Moro            | Anna German                     |
| Marija Poroszyna       | Irma Martens-German, matka Anny |
| Marat Baszarow         | Walentin Ławriszyn              |
| Jekatierina Wasiljewa  | babcia Anny                     |
| Konstantin Miłowanow   | Eugen German                    |
| Anna Kirina            | Anna German jako dziecko        |
| Mateusz Młodzianowski  | Herman Berner                   |
| Szymon Sędrowski       | Zbigniew A. Tucholski, mąż Anny |
| Igor Wilewski-Sobczyk  | Zbigniew I. Tucholski, syn Anny |
| Julija Rutberg         | Anna Achmatowa                  |
| Elena Bondarewa-Repina | Faina Raniewska                 |
| Krzysztof Krupiński    | Julian Krzywka                  |
| Marieta Żukowska       | Aniela                          |
| Karolina Gorczyca      | Jadwiga Kowalska                |
| Olga Frycz             | Janeczka                        |
| Mariusz Adamski        | Piotr                           |
| Jekatierina Cewmienko  | Anna German w wieku 11 lat      |
| Agnieszka Sienkiewicz  | Magda                           |
| Zbigniew Styrczula     | Junosza                         |
| Wojciech Rusin         | Jan                             |
| Gilberto Idonea        | Pietro Carriaggi                |
| Tommaso Ramenghi       | Renato                          |
| Gaetano Solfrizzi      | Luigi Tenco                     |
| Marija Zwonariowa      | Anna Kaczalina                  |
| Dorothea Mercouri      | Dalida                          |
| Michele Di Giacomo     | Adriano Celentano               |
| Anna Szymańczyk        | Katarzyna Gärtner               |
| Walerij Legin          | Jewgienij Matwiejew             |

## Spis serii
| Seria | Seria | Sezon       | Odcinki   | Premiera serii | Finał serii | Pora emisji   | Średnia oglądalność |
| ----- | ----- | ----------- | --------- | -------------- | ----------- | ------------- | ------------------- |
|       | 1.    | wiosna 2013 | 1–10 (10) | 22 lutego 2013 | 3 maja 2013 | piątek, 20:30 | 6 274 641           |

## Fabuła serialu a prawda historyczna
Serial pokazuje zasadniczo najważniejsze wydarzenia z życia piosenkarki, jednakże w wielu scenach wprowadzono wątki fikcyjne lub zmieniono scenerię zdarzeń. Szczególnie ostatnie lata życia Anny German oraz relacje łączące bohaterów serialu przedstawiono z dość dużymi różnicami w stosunku do prawdy historycznej.
Najistotniejsze zmiany i różnice:
1. W pierwszym odcinku serialu Anna German jest już w wieku przedszkolnym, czyta i prowadzi rozmowy ze swoim ojcem. Tymczasem akcja odcinka rozgrywa się w roku 1937, a więc w okresie, gdy Anna miała dopiero rok, a jej młodszy brat, Friedrich (pokazany na ekranie jako niemowlę) w rzeczywistości jeszcze się nie urodził. Anna German faktycznie nie mogła zatem pamiętać aresztowanego ojca.
2. Osoba zakochanego w matce przyszłej piosenkarki funkcjonariusza NKWD Walentyna Lawriszyna, który pojawia się w pierwszym odcinku, a później wkracza w życie obu kobiet w różnych kluczowych momentach, jest całkowicie fikcyjna[7][8].
3. Ojczym Anny German – Herman Gerner nie zginął pod Lenino, zmarł w 1985[9].
4. Piosenkarka nigdy nie otrzymała od władz mieszkania (opinia męża Anny German, Zbigniewa Tucholskiego[10]).
5. Pierwsze spotkanie przyszłych małżonków miało miejsce na basenie we Wrocławiu, a nie nad jeziorem (opinia j.w.).
6. Do wypadku samochodowego, któremu uległa Anna German we Włoszech, doszło nocą w sierpniu 1967 r., a nie w ciągu dnia, jak to zostało przedstawione w serialu (źródło j.w.).
7. Serial nie dość wyraźnie akcentuje, iż relacje między Zbigniewem Tucholskim a Irmą Martens były nie najlepsze[11].
8. W serialu jako miasto, w którym Anna German rozpoczyna karierę artystyczną przedstawiono Wrocław, co spotkało się z mocną krytyką prezydenta Rzeszowa Tadeusza Ferenca, który wskazał, że w rzeczywistości piosenkarka drogę zawodową rozpoczynała właśnie w Rzeszowie, co serial całkowicie pomija[12] (protest poparty przez kompozytorkę Katarzynę Gärtner[13], patrz niżej).
9. Katarzyna Gärtner, zauważyła, że Anna German i jej babcia rozmawiały ze sobą w narzeczu języka holenderskiego, a nie, jak na ekranie, po rosyjsku[14].
10. Serial ogólnie dość pobieżnie pokazuje w istocie bardzo bliskie stosunki łączące piosenkarkę z babcią (źródło j.w.).
11. W serialu babcia Anny umiera wtedy gdy ona przechodzi rekonwalescencję po przebytym wypadku (okolice 1968-1969), mimo że w odcinku 9 na grobie jest napisany rok 1971.
12. Piosenkarka nie ukrywała przed bliskimi postępującej w ostatnich latach życia choroby.
13. Fikcyjna jest scena omdlenia na koncercie w Australii, który w rzeczywistości był sukcesem, a artystka wykonała wówczas pieśń „Żeby Polska była Polską”.
14. Anna German nie dotarła nigdy, wbrew scenie w ostatnim odcinku serialu, na miejsce egzekucji swojego ojca, które udało się odwiedzić jedynie Irmie Martens, już po śmierci córki
15. Śmierć piosenkarki na ekranie przedstawiono w sposób symboliczny, podczas gdy zgodnie z zachowanymi relacjami piosenkarka zmarła w otoczeniu bliskich[15].

Nie do końca jasne są powody kierujące scenarzystami przy tworzeniu aż tak daleko idących rozbieżności względem prawdy historycznej. Bardziej dokładne informacje na ten temat można znaleźć w cytowanych powyżej źródłach.

## Oglądalność w Polsce
Tabela z liczbą osób oglądających dany odcinek według Nielsen Audience Measurement.
| Odcinek             | I seria                      |
| ------------------- | ---------------------------- |
| 1                   | 6 355 247 (22 lutego 2013)   |
| 2                   | 5 915 170 (1 marca 2013)     |
| 3                   | 5 892 560 (8 marca 2013)     |
| 4                   | 6 796 639 (15 marca 2013)    |
| 5                   | 6 030 096 (29 marca 2013)    |
| 6                   | 6 498 425 (5 kwietnia 2013)  |
| 7                   | 6 547 169 (12 kwietnia 2013) |
| 8                   | 6 031 573 (19 kwietnia 2013) |
| 9                   | 6 313 188 (26 kwietnia 2013) |
| 10                  | 6 369 263 (3 maja 2013)      |
| Średnia oglądalność | 6 274 641                    |